# Qingling Motors
Qingling Motors Co., Ltd. (庆铃汽车有限公司) ist ein chinesischer Automobil- und Nutzfahrzeughersteller in Chongqing. An dem 1985 gegründeten Unternehmen sind die Qingling Motors Group zu 50,1 %, Isuzu zu 20 % und andere Investoren zu 29,9 % beteiligt.

## Geschichte
Die Arbeit im Werk wurde im Herbst 1987 mit der Montage des Isuzu Pika aufgenommen. Drei Jahre später folgte mit dem Isuzu Panther ein leistungsstärkeres Modell. Etwas sportlicher hingegen präsentierten sich die Nachfolgegenerationen des Pikas, die fast zehn Jahre lang das meistverkaufte Modell der Marke in der Volksrepublik China stellten.
Als erster SUV gab es ab 1993 den Isuzu Mu. Als reines Sportmodell bot das Werk ab 1997 in kleiner Stückzahl den Isuzu Tiejingang an, der das weltweit einzige Schwestermodell des japanischen Isuzu VehiCROSS ist. Der Modellname bedeutet in etwa „Eisenkönig“. Erst 2003 frischte der Hersteller dann die Modellpalette mit dem Isuzu Jingjizhe auf, welcher eine optische Mischform zwischen Isuzu TF und Isuzu Rodeo ist und den Mu ablöste. Der Isuzu Duogongnengche hingegen ist eine für den lokalen Markt optisch überarbeitete Version des Isuzu MU-7. Beide Modelle sind ausschließlich dem chinesischen Markt vorbehalten.

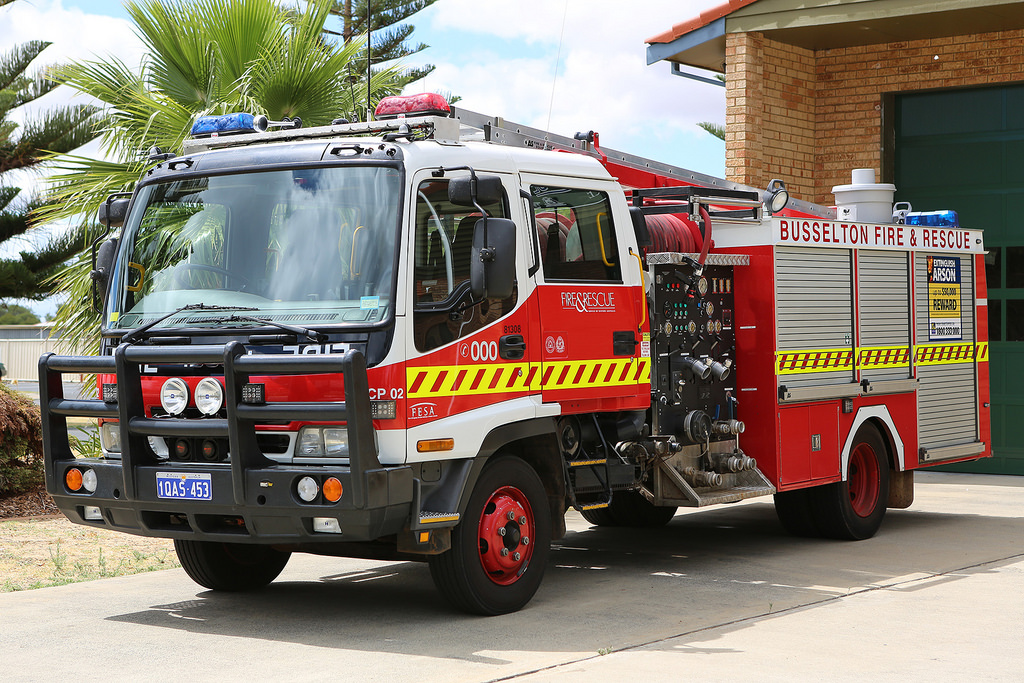
Isuzu F-Serie in Western Australia

Im Nutzfahrzeugsektor dagegen wird vom Werk die Isuzu Forward (Isuzu F-Serie) und der Isuzu Lingqingka, die chinesische Version des Isuzu Elfs, hergestellt. Neuestes Modell ist der seit 2010 angebotene Isuzu 700P.
Bei einer theoretischen Produktionskapazität von 120.000 hat Qingling Motors in den Jahren 2014 und 2015 insgesamt 55.000 bzw. 58.000 Fahrzeuge montiert sowie verkauft.